# Legalize Belarus
Legalize Belarus – białoruska inicjatywa obywatelska, której celem jest reforma ustawodawstwa narkotykowego na Białorusi, a także edukacja w zakresie substancji psychoaktywnych, uzależnień i praktyk redukcji szkód. Przez oficjalną stronę kampanii można uzyskać wsparcie dla osób skazanych z „narkotykowego” art. 328 Kodeksu karnego oraz ich krewnych.

## Działalność
Legalize Belarus powstała w 2017 w związku z dalszym zaostrzaniem regulacji dotyczących obrotu środkami odurzającymi i substancjami psychotropowymi, zwanymi potocznie narkotykami. Wraz z ruchem Matki 328, zrzeszającym rodziców osób skazanych z art. 328 (Nielegalny obrót środkami odurzającymi, substancjami psychotropowymi, ich prekursorami i analogami) Kodeksu karnego (k.k.), wielu białoruskich aktywistów wystąpiło z propozycją o złagodzenie przepisów antynarkotykowych i ogłoszenia amnestii w odniesieniu do niektórych części art. 328 k.k..
W ramach kampanii działacze Legalizuj Białoruś zorganizowali zbiórkę podpisów na rzecz dekryminalizacji konopi indyjskich, a także zorganizowali podpisywanie pocztówek solidarności ze skazanymi z art. 328 k.k..
W latach 2017–2018 aktywiści zorganizowali szereg akcji ulicznych. 25 grudnia 2017 grupa działaczy Legalize Belarus przemaszerowała ulicami Mińska, kontynuując narodową tradycję Kolędowania. W lutym 2018 w ramach wyborów samorządowych aktywiści kampanii zorganizowali autoryzowaną pikietę w pobliżu Centralnego Sklepu Uniwersalnego. Ówczesna szefowa Centralnej Komisji Wyborczej Białorusi Lidzija Jarmoszyna określiła takie działanie jako rażący przypadek, ale wobec organizatorów nie zastosowano żadnych sankcji. W kwietniu 2018 grupa zorganizowała pikietę na Placu Niepodległości w Mińsku w pobliżu siedziby Rządu Białorusi.
W grudniu 2018 zespół Legalize Białoruś zaprezentował własną kolekcję koszulek Bogowie i konopie, która była poświęcona roli konopi w białoruskich obrzędach i tradycjach ludowych.
W kwietniu 2019 działacze Legalize Białoruś przeprowadzili akcję solidarności w obronę skazanych prawomocnym wyrokiem za „ekstremizm”.

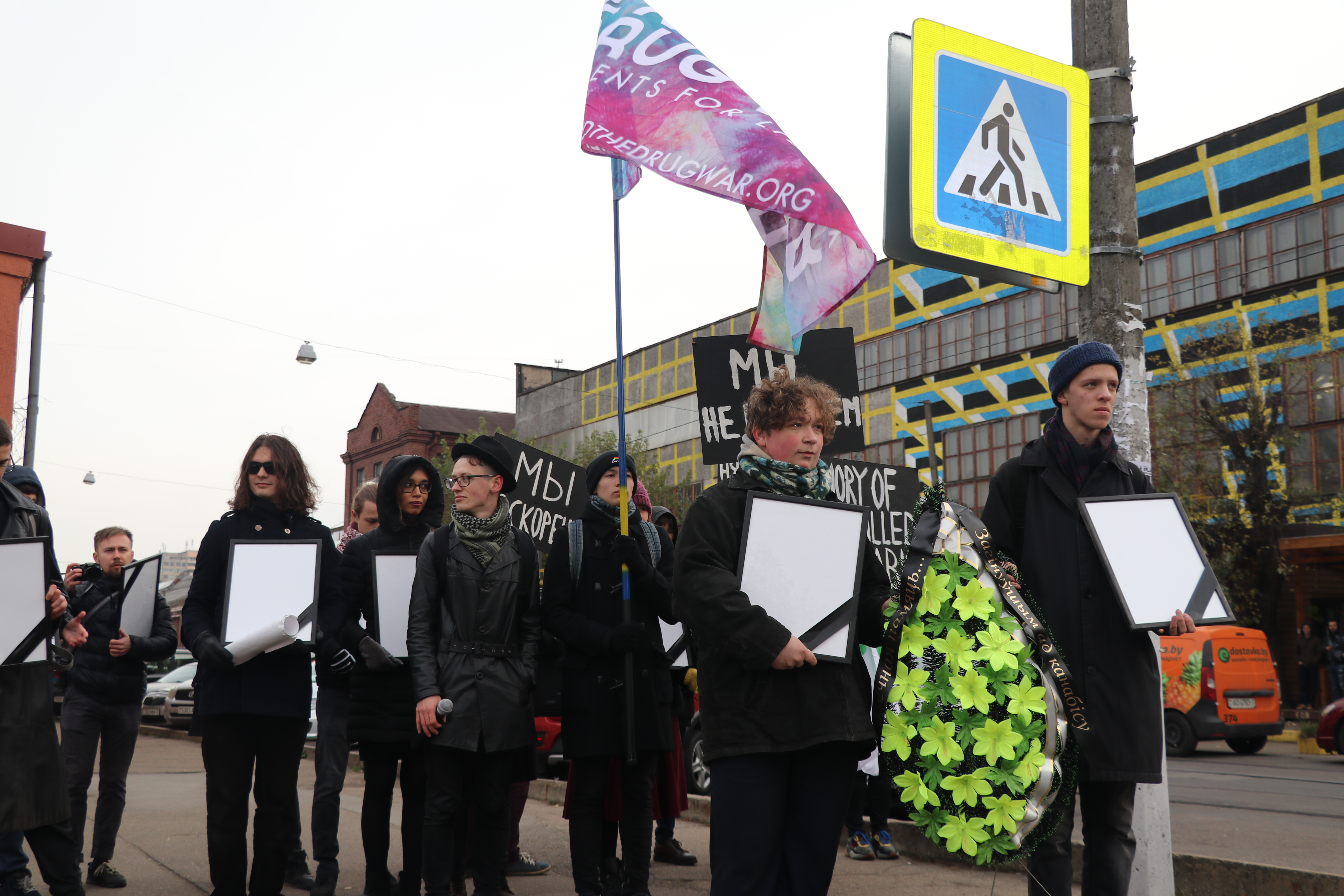
Aktywiści Legalize Belarus podczas kampanii „Dziadkowie z konopi”, listopad 2019

30 maja 2019 wspólnie z ruchem Matki 328, działacze Legalize Belarus zorganizowali usankcjonowany protest, domagając się reform ustawodawstwa antynarkotykowego.
Latem 2019, w Światowym dniu Support. Don’t Punish, poświęconym problemowi ustawodawstwa antynarkotykowego na świecie, ruch Legalize Białoruś zorganizował festiwal, który obejmował koncert, warsztaty oraz wydarzenie niezaplanowane.
We wrześniu 2019 działacze Legalize Belarus wraz z kolegami z Białoruskiego Zrzeszenia Studentów zjednoczyli się, aby utworzyć Blok Młodzieżowy w celu nominacji do Izby Reprezentantów Republiki Białorusi. W trakcie kampanii parlamentarnej zjednoczona koalicja przedstawiła własny projekt ustawy o dekryminalizacji „określonej ilości” substancji psychoaktywnych. Ponadto działaczom ruchu udało się przeprowadzić szereg wieców i akcji ulicznych. Po zakończeniu kampanii wyborczej żaden z kandydatów od Bloku Młodzieżowego nie został wybrany do izby niższej parlamentu.
W latach 2020–2022 działacze Legalize Belarus prowadzili online monitoring nielegalnego handlu narkotykami na terenie Białorusi za pośrednictwem rosyjskiego darknet-rynku (marketplace) Hydra.
Od 2020 kampania obywatelska Legalize Belarus była zmuszona zawiesić swoją działalność na Białorusi z powodu represji wobec społeczeństwa obywatelskiego po wielkich protestach. Organizacja zajmuje się edukacją i monitorowaniem wiadomości oraz zmian w zakresie polityki narkotykowej i substancji psychoaktywnych.

## Sugestie Legalize Belarus
Legalize Białoruś opowiada się za częściową dekryminalizacją posiadania i używania szeregu substancji psychoaktywnych. Według Legalize Belarus odpowiedzialność za obecność stosunkowo niewielkich dawek lekkich narkotyków powinna zostać przeniesiona do kodeksu administracyjnego, a karą powinna być grzywna, areszt do 15 dni lub praca poprawcza. W tym celu proponuje się wprowadzenie do kodeksu pojęć „niewielkie” i „znaczne” ilości narkotyków, co umożliwi zróżnicowanie odpowiedzialności na poziomie prawnym. Aktywiści proponują także wyeliminowanie koncepcji „posiadania w celu dystrybucji”, która pozwala organom ścigania uznawać dowolnego konsumenta za dystrybutora.

## Osiągnięcia kampanii
- Inicjatywa Legalizuj Białoruś została nagrodzona przez Zgromadzenie Białoruskich Organizacji Pozarządowych(inne języki) nagrodą «Mistrzowie Społeczeństwa Obywatelskiego» w kategorii Nowa Inicjatywa 2017[25].
- Działania informacyjne w ramach kampanii pomogły nagłośnić w społeczeństwie kwestię surowości kary z art. 328 k.k. W 2018 na oficjalnym szczeblu na Białorusi omawiano możliwość dekryminalizacji najmniej restrykcyjnych przepisów art. 328 kodeksu karnego[26].
- Częściowe zezwolenie na używanie konopi indyjskich i amfetaminy (w postaci leków) podróżującym obcokrajowcom podczas I Igrzysk Europejskich 2019 w Mińsku[27][28].

## Krytyka kampanii
W 2018 Białoruska Chrześcijańska Demokracja skrytykowała kampanię. Według nich Legalize Białoruś dyskredytuje opozycję demokratyczną i obraża uczucia chrześcijan w tym kraju. Reakcja ta była spowodowana stanowiskiem aktywistów kampanii w sprawie legalizacji narkotyków, wykorzystywaniem przez nich symboli narodowych Białorusi oraz poruszaniem tematów religijnych podczas akcji związanych z tradycyjnymi białoruskimi świętami.

## Prześladowanie aktywistów
Aktywiści Legalize Belarus byli wielokrotnie karani grzywnami i zatrzymywani za swoją działalność. Między innymi na początku 2018 uczestnicy imprezy kolędowania zostali zatrzymani za naruszenie przepisów o imprezach masowych, na podstawie których 4 aktywistów zostało ukaranych grzywną.
W kwietniu 2018 zatrzymano kilku działaczy podczas wiecu w pobliżu budynku siedziby rządu w Mińsku.
W maju 2018 strona internetowa Legalize Belarus została zablokowana przez Ministerstwo Spraw Wewnętrznych. Reagując na nieuzasadnione działanie MSW, aktywista Legalize Belarus Piotr Markelau przeprowadził wirtualną „pikietę” z propozycją zablokowania strony internetowej ministerstwa spraw wewnętrznych, za co został aresztowany, ale ostatecznie nie skazany.
We wrześniu 2018 r. 27 osób zostało zatrzymanych na imprezie zorganizowanej przez Legalize Belarus, w tym aktywiści Piotr Markielau, Stanislau Shashok, Mikhas Varantsou, Yahor Viniatski oraz inni.
W 2019 podczas kampanii parlamentarnej zatrzymano Piotra Markieława – został skazany na 14 dni aresztu.
W grudniu 2019 Stanisłau Szaszok został ukarany 15 dniami aresztu za udział w protestach przeciwko integracji z Rosją.